# Anthony Ashley Cooper, 2. Earl of Shaftesbury

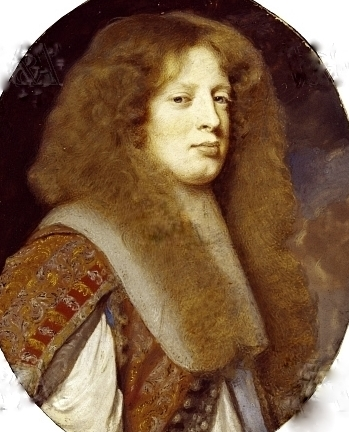
Anthony Ashley Cooper, 2. Earl of Shaftesbury

Anthony Ashley Cooper, 2. Earl of Shaftesbury (* 6. Januar 1652; † 10. November 1699) war ein englischer Peer und Politiker.
Er war der zweitgeborene Sohn des Anthony Ashley Cooper, 1. Earl of Shaftesbury, und der Lady Frances Cecil († 1654), Tochter des David Cecil, 3. Earl of Exeter. Da sein älterer Bruder Cecil bereits 1651 jung verstorben war, führte er als Heir apparent seines Vaters von 1672 bis 1683 den Höflichkeitstitel Lord Ashley.
Von 1679 bis 1699 hatte er das Amt des Vice-Admiral von Dorset inne. Er war damit verantwortlich für die Marineverwaltung in dieser Grafschaft und war dem Lord High Admiral unterstellt.
Von 1680 bis 1683 war er für das Borough Melcombe Regis Abgeordneter im House of Commons. Er gehörte der Partei der Whigs an. Beim Tod seines Vaters erbte er 1683 dessen Titel als 2. Earl of Shaftesbury. Er erhielt dadurch einen Sitz im House of Lords und schied aus dem House of Commons aus.
Am 22. September 1669 heiratete er Lady Dorothy Manners, Tochter des John Manners, 8. Earl of Rutland. Mit ihr hatte er drei Kinder:
- Lady Elizabeth Ashley Cooper († 1744) ⚭ James Harris; Eltern des Gelehrten James Harris;
- Anthony Ashley Cooper, 3. Earl of Shaftesbury (1671–1713);
- Hon. Maurice Ashley Cooper (1675–1726) ⚭ Catharine Popple.

Bei seinem Tod, 1699, beerbte ihn sein älterer Sohn Anthony, der als Philosoph und Schriftsteller Bekanntheit erlangte.